# L'Angoisse d'une nuit
Pour plus de détails, voir Fiche technique et Distribution.
L'Angoisse d'une nuit (Vigil in the Night) est un film américain en noir et blanc réalisé par George Stevens, sorti en 1940, d'après une nouvelle d'A. J. Cronin.

## Synopsis
L'infirmière Anne Lee prend sur elle le blâme pour une erreur fatale commise par sa sœur Lucy, infirmière comme elle. Anne perd son emploi et en trouve un autre dans un hôpital de campagne mal équipé. Là, elle tombe amoureuse du docteur Prescott, qui se bat avec le président du conseil de l'hôpital local, M. Bowly, qui rend également la vie d'Anne misérable. Une épidémie virulente apparaît...

## Fiche technique
- Titre : L'Angoisse d'une nuit
- Titre original : Vigil in the Night
- Réalisation : George Stevens
- Scénario : Fred Guiol, P. J. Wolfson, et Rowland Leigh (en), d'après la nouvelle Sœurs (Vigil in the Night) d'A. J. Cronin
- Photographie : Robert De Grasse
- Montage : Henry Berman
- Musique : Alfred Newman
- Direction artistique : Van Nest Polglase
- Décors : Darrell Silvera
- Costumes : Walter Plunkett
- Producteur : George Stevens
- Société de production : RKO Pictures
- Pays d'origine : États-Unis
- Format : noir et blanc - 35 mm - 1,37:1 - Son : Mono (RCA Sound System)
- Genre : Drame
- Durée : 102 min
- Dates de sortie : 
  - États-Unis : 5 février 1940 (New York)
  - États-Unis : 9 février 1940 (sortie nationale)
  - France : 16 janvier 1948

## Distribution
- Carole Lombard : Anne Lee
- Brian Aherne : le docteur Robert Prescott
- Anne Shirley : Lucy Lee
- Julien Mitchell (en) : Matthew Bowley
- Robert Coote : le docteur Caley
- Brenda Forbes : Nora Dunn
- Rita Page : Glennie
- Peter Cushing : Joe Shand
- Ethel Griffies : l'infirmière East
- Doris Lloyd : Mme Martha Bowley
- Emily Fitzroy : sœur Gilson
- Rafaela Ottiano (non créditée) : Mme Henrietta Sullivan

## Galerie

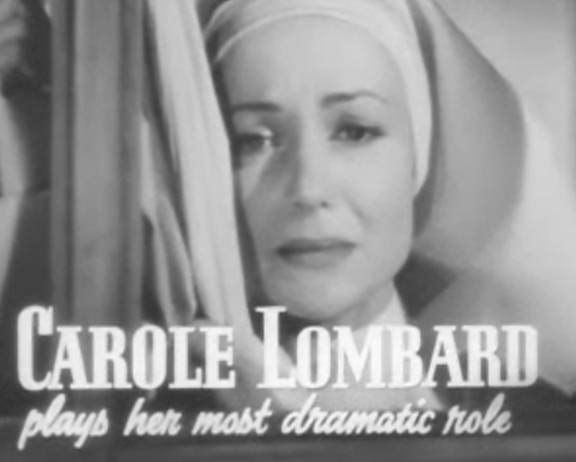
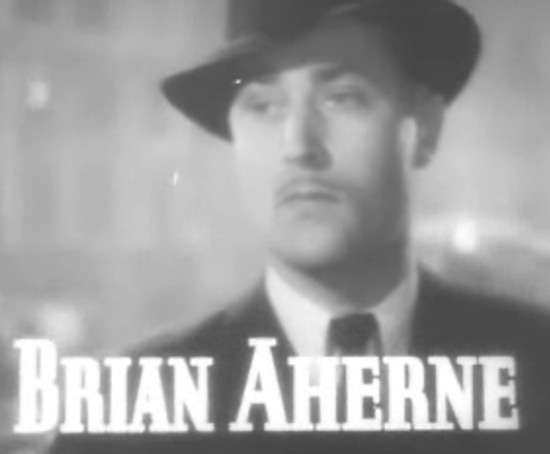
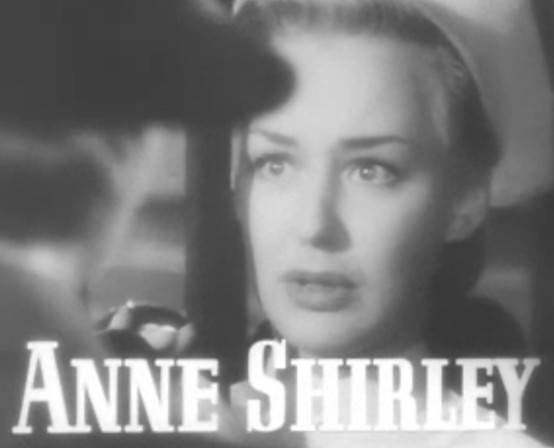
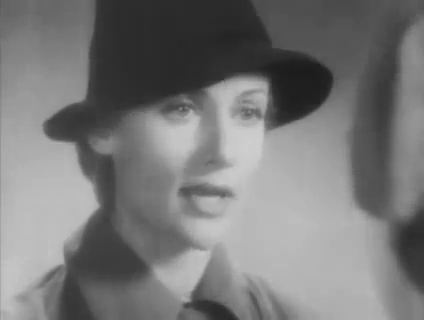
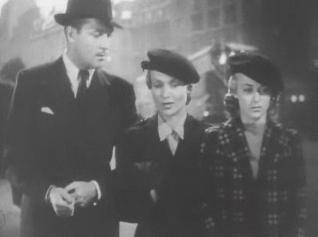
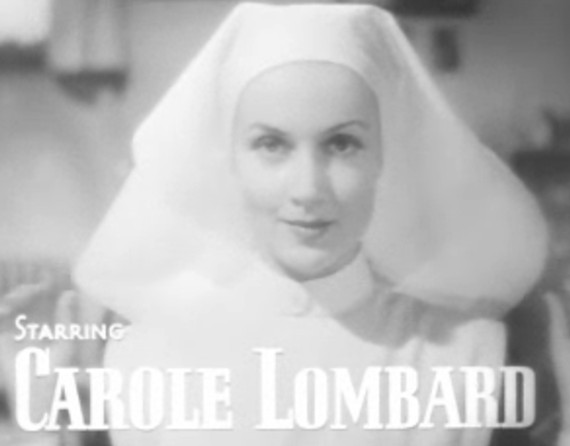